# Győző Burcsa
Győző Burcsa (ur. 13 marca 1954 w Kaposvárze) – piłkarz węgierski grający na pozycji pomocnika.

## Kariera klubowa
Karierę piłkarską Burcsa rozpoczął w rodzinnym Kaposvárze. Od 1965 do 1973 roku trenował w tamtejszym klubie Kaposvári Vasas. Następnie został piłkarzem Kaposvári Rákóczi FC. W 1973 roku zadebiutował w jego barwach w drugiej lidze węgierskiej, a w 1975 roku awansował z nim do pierwszej ligi. W 1976 roku odszedł do Videotonu Székesfehérvár, gdzie spędził 5 lat. W 1981 roku został piłkarzem Rába ETO Győr i zadebiutował w jego barwach w pierwszej lidze węgierskiej. W sezonie 1981/1982 wywalczył mistrzostwo Węgier, a w 1983 roku po raz drugi został mistrzem kraju. Z kolei w 1984 roku został wicemistrzem kraju. Po tym sukcesie ponownie trafił do Videotonu, a w 1985 roku wystąpił z nim w przegranym 0:3 finale Pucharu UEFA z Realem Madryt.
W 1985 roku Burcsa wyjechał do Francji i przeszedł do AJ Auxerre. Przez 2 lata rozegrał 27 spotkań i strzelił 3 gole w pierwszej lidze francuskiej. W latach 1987–1988 grał w Melun, a w latach 1988-1989 w Racing Club d’Arras. Karierę zakończył w wieku 35 lat.

## Kariera reprezentacyjna
W reprezentacji Węgier Burcsa zadebiutował 12 września 1979 roku w wygranym 2:1 towarzyskim spotkaniu z Czechosłowacją. W 1986 roku został powołany przez selekcjonera Györgya Mezeyego do kadry na Mistrzostwa Świata w Meksyku. Tam zagrał w dwóch meczach: ze Związkiem Radzieckim (0:6) i z Kanadą (2:0). Od 1979 do 1987 roku rozegrał w kadrze narodowej 15 meczów i strzelił 3 gole.